# 2202 Pele
A 2202 Pele (ideiglenes jelöléssel 1972 RA) egy földközeli kisbolygó. Arnold Richard Klemola fedezte fel 1972. szeptember 7-én.